# Hexatoma (Eriocera) palomarensis
Hexatoma (Eriocera) palomarensis is een tweevleugelige uit de familie steltmuggen (Limoniidae). De soort komt voor in het Nearctisch gebied.